# Dezember Nacht
Dezember Nacht, manchmal auch Dezembernacht, ist ein Studioalbum der deutschen Schlagersängerin Andrea Berg und wurde am 2. November 2007 in Deutschland und kurz darauf auch in Österreich und der Schweiz veröffentlicht. Es handelt sich um ein Weihnachtsalbum.

## Entstehung
Das Album stellt eine Mischung aus von Berg eingesungenen Weihnachtsliedern und eigenen Songs dar, die zumeist von Produzent Eugen Römer geschrieben wurden. Es wurde in den Weryton Studios in Unterföhring bei München aufgenommen. Das Piano spielte Norbert Daum, die Gitarre Markus Wienstroer. Auch das Philharmonic Sound Orchestra war beteiligt. Der Titel In dieser Nacht war ein Engel da wurde von Bergs Tochter Lena Maria gesprochen. Oh Tannenbaum wurde bereits 1999 aufgenommen. Der Song Aba Heidschi Bumbeidschi wurde ebenfalls bereits 1999 aufgenommen und im November 2006 als Maxi-Single veröffentlicht. Bergs Version erreichte in den deutschen Charts Platz 46 und in den österreichischen Charts Platz 65.

## Gestaltung
Das Titelbild zeigt Andrea Berg in einem grünen Kleid vor zwei Kandelabern mit Kerzen. Die Schriftzüge sind in Weiß und Rot gehalten.

## Titelliste
| #  | Titel                              | Autor(en)                           | Produzent(en) | Länge |
| -- | ---------------------------------- | ----------------------------------- | ------------- | ----- |
| 1  | Seit tausend Jahren                | Eugen Römer, Joachim Horn-Bernges   | Eugen Römer   | 3:13  |
| 2  | Es ist ein Ros entsprungen         | Trad. Michael Praetorius            | Eugen Römer   | 2:59  |
| 3  | Dezember Nacht                     | Norbert Hammerschmidt, Eugen Römer  | Eugen Römer   | 3:37  |
| 4  | Leise rieselt der Schnee           | Trad., Eduard Ebel                  | Eugen Römer   | 2:23  |
| 5  | Eisblumen blüh'n                   | Norbert Hammerschmidt, Eugen Römer  | Eugen Römer   | 3:38  |
| 6  | Nur dann, hab' ich gelebt          | Eugen Römer                         | Eugen Römer   | 4:42  |
| 7  | Stille Nacht, heilige Nacht        | Trad.                               | Eugen Römer   | 3:09  |
| 8  | Die Kraft der Liebe                | Eugen Römer                         | Eugen Römer   | 4:03  |
| 9  | Süßer die Glocken nie klingen      | Trad., Friedrich Wilhelm Kritzinger | Eugen Römer   | 3:19  |
| 10 | Die Spuren sind längst geschmolzen | Eugen Römer, Joachim Horn-Bernges   | Eugen Römer   | 3:55  |
| 11 | In dieser Nacht war ein Engel da   | Irma Holder, Eugen Römer            | Eugen Römer   | 2:35  |
| 12 | Oh Tannenbaum                      | Trad., Ernst Anschütz               | Eugen Römer   | 1:53  |
| 13 | Aba Heidschi Bumbeidschi           | Trad., Eugen Römer                  | Eugen Römer   | 3:22  |
|    | Premium Version                    |                                     |               |       |
| 14 | Flieg hinauf in die Nacht          | Eugen Römer                         | Eugen Römer   | 3:57  |

## Charts und Chartplatzierungen
| Periode   | Höchstplatzierung, GesamtwochenChartplatzierungen (Periode, Platzierungen, Wochen) | Höchstplatzierung, GesamtwochenChartplatzierungen (Periode, Platzierungen, Wochen) | Höchstplatzierung, GesamtwochenChartplatzierungen (Periode, Platzierungen, Wochen) |
| Periode   | DE                                                                                 | AT                                                                                 | CH                                                                                 |
| --------- | ---------------------------------------------------------------------------------- | ---------------------------------------------------------------------------------- | ---------------------------------------------------------------------------------- |
| 2007/08   | DE8 (7 Wo.)DE                                                                      | AT9 (8 Wo.)AT                                                                      | CH95 (1 Wo.)CH                                                                     |
| 2008/09   | —                                                                                  | AT19 (6 Wo.)AT                                                                     | —                                                                                  |
|           |                                                                                    |                                                                                    |                                                                                    |
|           |                                                                                    |                                                                                    |                                                                                    |
| 2010/11   | —                                                                                  | AT69 (1 Wo.)AT                                                                     | —                                                                                  |
|           |                                                                                    |                                                                                    |                                                                                    |
|           |                                                                                    |                                                                                    |                                                                                    |
| 2013/14   | —                                                                                  | AT36 (4 Wo.)AT                                                                     | —                                                                                  |
| Insgesamt | DE8 (7 Wo.)DE                                                                      | AT9 (19 Wo.)AT                                                                     | CH95 (1 Wo.)CH                                                                     |